# Zornia songeensis
Zornia songeensis är en ärtväxtart som beskrevs av Milne-redh.. Zornia songeensis ingår i släktet Zornia och familjen ärtväxter. IUCN kategoriserar arten globalt som otillräckligt studerad. Inga underarter finns listade i Catalogue of Life.